# Schnellfahrstrecke Shanghai–Kunming
| Qinglong-Eisenbahnbrücke |                      |                                                        |                                                        |
| |                      |                                                        |                                                        |
| Streckenlänge: | 2264 km              |                                                        |                                                        |
| Spurweite: | 1435 mm (Normalspur) |                                                        |                                                        |
| Stromsystem: | 25 kV 50 Hz ~        |                                                        |                                                        |
| Streckengeschwindigkeit: | 350 km/h             |                                                        |                                                        |
| |                      |                                                        |                                                        |
| \| \| km \| \| (nur die wichtigsten Bahnhöfe dargestellt[1]) \| \| \| 0 \| Shanghai-Hongqiao \| Shanghai-Hongqiao \| \| \| \| Shanghai Süd \| \| \| \| \| \| \| \| \| \| von Nanjing \| \| \| \| 155 \| Hangzhou Ost \| Hangzhou Ost \| \| \| \| nach Jixi Nord \| \| \| \| \| nach Ningbo \| \| \| \| \| Peng Port Brücke über den Qiantang (2.861 m) \| \| \| \| \| Jinhua \| \| \| \| \| nach Wenzhou \| \| \| \| \| Quzhou \| \| \| \| \| nach Wuhan \| \| \| \| \| von Huangshan \| \| \| \| \| Shangrao \| \| \| \| \| nach Nanping \| \| \| \| \| Yingtan \| \| \| \| \| von Sanming \| \| \| \| \| Nanchang West \| \| \| \| \| nach Jiujiang \| \| \| \| \| von Wuhan \| \| \| \| \| Changsha Süd \| \| \| \| \| nach Hengyang \| \| \| \| \| Loudi \| \| \| \| \| nach Hengjang \| \| \| \| \| von Hengjang \| \| \| \| \| Huaihua \| \| \| \| \| Xinhuang West \| \| \| \| \| nach Tongren \| \| \| \| \| Yuping Ost auch: Tongren Süd \| \| \| \| \| von Guilin \| \| \| \| \| von Kaiyang \| \| \| \| \| von Chongqing \| \| \| \| \| Guiyang Nord \| \| \| \| \| Qinglong-Eisenbahnbrücke über den Beipan Jiang (721 m) \| \| \| \| \| von Nanning (Schnellfahrstrecke Nanning–Kunming) \| \| \| \| \| Yunnan-Bahn \| \| \| \| 2266 \| Kunming Süd \| Kunming Süd \| |                      |                                                        |                                                        |
| | km                   |                                                        | (nur die wichtigsten Bahnhöfe dargestellt)             |
| Kopfbahnhof Streckenanfang | 0                    | Shanghai-Hongqiao                                      | Shanghai-Hongqiao                                      |
| Strecke · Kopfbahnhof Streckenanfang |                      | Shanghai Süd                                           | Shanghai Süd                                           |
| |                      |                                                        |                                                        |
| Abzweig geradeaus und von rechts |                      | von Nanjing                                            | von Nanjing                                            |
| Bahnhof | 155                  | Hangzhou Ost                                           | Hangzhou Ost                                           |
| Abzweig geradeaus und nach rechts |                      | nach Jixi Nord                                         | nach Jixi Nord                                         |
| Abzweig geradeaus und nach links |                      | nach Ningbo                                            | nach Ningbo                                            |
| Brücke über Wasserlauf |                      | Peng Port Brücke über den Qiantang (2.861 m)           | Peng Port Brücke über den Qiantang (2.861 m)           |
| Bahnhof |                      | Jinhua                                                 | Jinhua                                                 |
| Abzweig geradeaus und nach links |                      | nach Wenzhou                                           | nach Wenzhou                                           |
| Bahnhof |                      | Quzhou                                                 | Quzhou                                                 |
| Abzweig geradeaus und nach rechts |                      | nach Wuhan                                             | nach Wuhan                                             |
| Abzweig geradeaus und von rechts |                      | von Huangshan                                          | von Huangshan                                          |
| Bahnhof |                      | Shangrao                                               | Shangrao                                               |
| Abzweig geradeaus und nach links |                      | nach Nanping                                           | nach Nanping                                           |
| Haltepunkt / Haltestelle |                      | Yingtan                                                | Yingtan                                                |
| Abzweig geradeaus und von links |                      | von Sanming                                            | von Sanming                                            |
| Bahnhof |                      | Nanchang West                                          | Nanchang West                                          |
| Abzweig geradeaus und nach rechts |                      | nach Jiujiang                                          | nach Jiujiang                                          |
| Abzweig geradeaus und von rechts |                      | von Wuhan                                              | von Wuhan                                              |
| Bahnhof |                      | Changsha Süd                                           | Changsha Süd                                           |
| Abzweig geradeaus und nach links |                      | nach Hengyang                                          | nach Hengyang                                          |
| Bahnhof |                      | Loudi                                                  | Loudi                                                  |
| Abzweig geradeaus und nach links |                      | nach Hengjang                                          | nach Hengjang                                          |
| Abzweig geradeaus und von links |                      | von Hengjang                                           | von Hengjang                                           |
| Bahnhof |                      | Huaihua                                                | Huaihua                                                |
| Haltepunkt / Haltestelle |                      | Xinhuang West                                          | Xinhuang West                                          |
| Abzweig geradeaus und von rechts |                      | nach Tongren                                           | nach Tongren                                           |
| Bahnhof |                      | Yuping Ost auch: Tongren Süd                           | Yuping Ost auch: Tongren Süd                           |
| Abzweig geradeaus und von links |                      | von Guilin                                             | von Guilin                                             |
| Abzweig geradeaus und von rechts |                      | von Kaiyang                                            | von Kaiyang                                            |
| Abzweig geradeaus und von rechts |                      | von Chongqing                                          | von Chongqing                                          |
| Bahnhof |                      | Guiyang Nord                                           | Guiyang Nord                                           |
| Brücke über Wasserlauf |                      | Qinglong-Eisenbahnbrücke über den Beipan Jiang (721 m) | Qinglong-Eisenbahnbrücke über den Beipan Jiang (721 m) |
| Abzweig geradeaus und von links |                      | von Nanning (Schnellfahrstrecke Nanning–Kunming)       | von Nanning (Schnellfahrstrecke Nanning–Kunming)       |
| Kreuzung geradeaus unten |                      | Yunnan-Bahn                                            | Yunnan-Bahn                                            |
| Bahnhof | 2266                 | Kunming Süd                                            | Kunming Süd                                            |

Die Schnellfahrstrecke Shanghai–Kunming, auch bekannt als Hukun PDL für Hukun Passenger Dedicated Line (chinesisch 沪昆高速铁路, Pinyin Hùkūn Gāosù Tiělù – „Hochgeschwindigkeitsbahnstrecke Hukun“), ist eine seit 28. Dezember 2016 durchgehend von Ost nach West verlaufende Schnellfahrstrecke in China. Mit einer Länge von 2.264 km ist sie die längste Schnellfahrstrecke der Welt. Die Fahrzeit für die ganze Strecke beträgt etwas mehr als zehn Stunden, was weniger als ein Drittel der zuvor notwendigen 34 Stunden ist.
Hukun steht für die Abkürzungen der beiden Endbahnhöfe, Hu bedeutet Shanghai, Kun steht für Kunming. Passenger Dedicated Line ist der in China verwendete Begriff für eine Schnellfahrstrecke, die ausschließlich dem Reiseverkehr dient.

## Bau

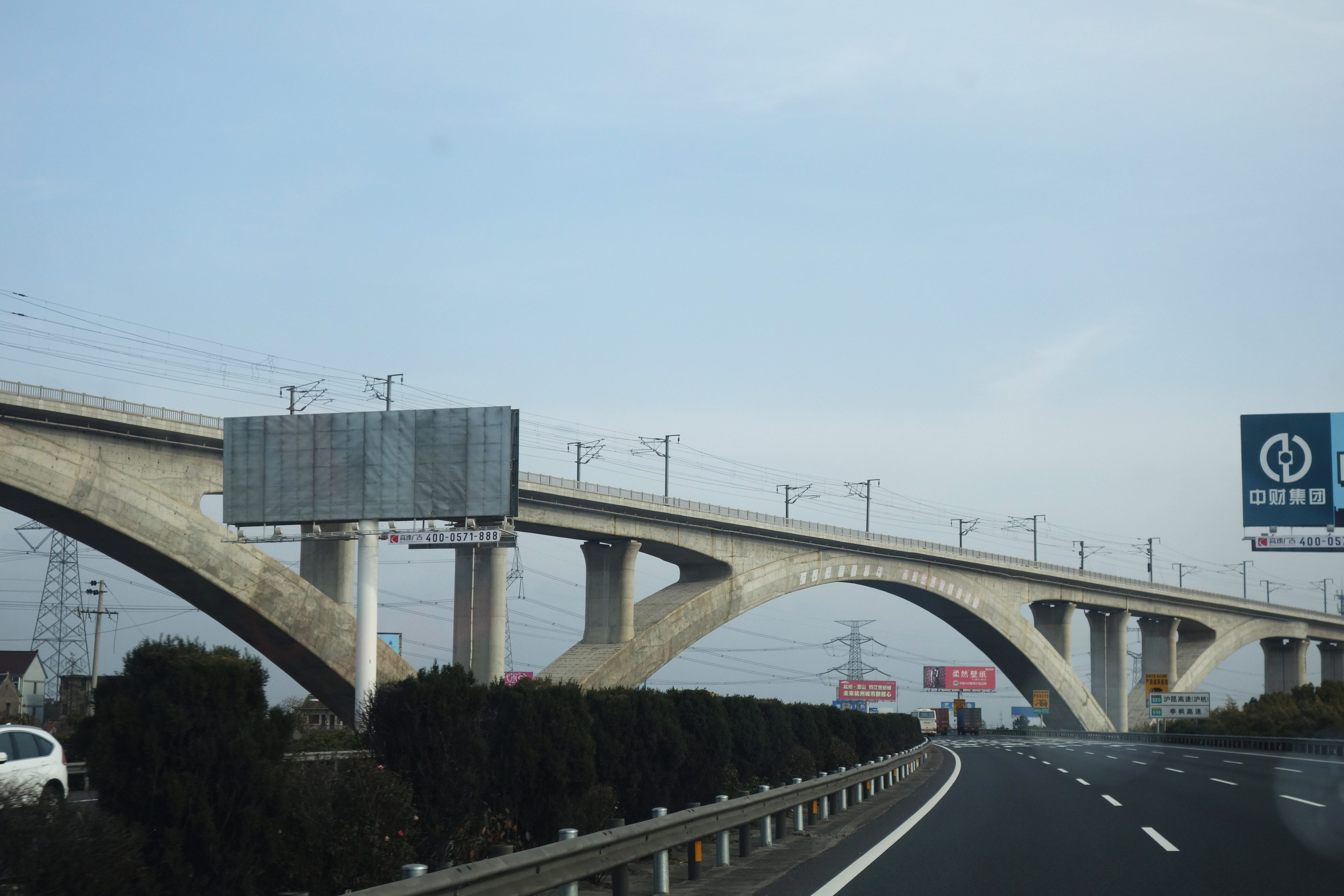
Abschnitt Shanghai-Hangzhou

Die Strecke wurde in sechs Etappen eröffnet. Der erste Abschnitt wurde Ende 2010 eröffnet und umfasste den neuen Bahnhof Shanghai-Hongqiao beim gleichnamigen Flughafen. Der letzte eröffnete Abschnitt ist Guiyang–Kunming, der Ende Dezember 2016 in Betrieb ging. Nachfolgend die Daten der Betriebsaufnahme der einzelnen Streckenabschnitte in chronologischer Reihenfolge:
- Shanghai–Hangzhou: 26. Oktober 2010
- Nanchang–Changsha: 16. September 2014
- Hangzhou–Nanchang: 10. Dezember 2014
- Changsha–Xinhuang: 16. Dezember 2014
- Xinhuang–Guiyang: 18. Juni 2015
- Guiyang–Kunming: 28. Dezember 2016.

## Streckenbeschreibung
Die für 350 km/h ausgelegte Strecke verbindet die Hafenstadt Shanghai mit Kunming und bedient dabei die Provinzen Zhejiang, Jiangxi, Hunan, Guizhou und Yunnan. Sie gliedert sich in die folgenden drei Abschnitte, wobei auch hier die chinesischen Bezeichnungen wieder die Abkürzungen der Endstationen verwendet:
- Schnellfahrstrecke Shanghai–Hangzhou, auch Huhang PDL (沪杭高速铁路,  Hùháng Gāosù Tiělù)
- Schnellfahrstrecke Hangzhou–Changsha, auch Hangzhang PDL (杭长高速铁路,  Hángzhǎng Gāosù Tiělù)
- Schnellfahrstrecke Changsha–Kunming, auch Zhangkun PDL (长昆高速铁路,  Zhǎngkūn Gāosù Tiělù)